# Brutus the Trojan, Founder of the British Empire: An Epic Poem

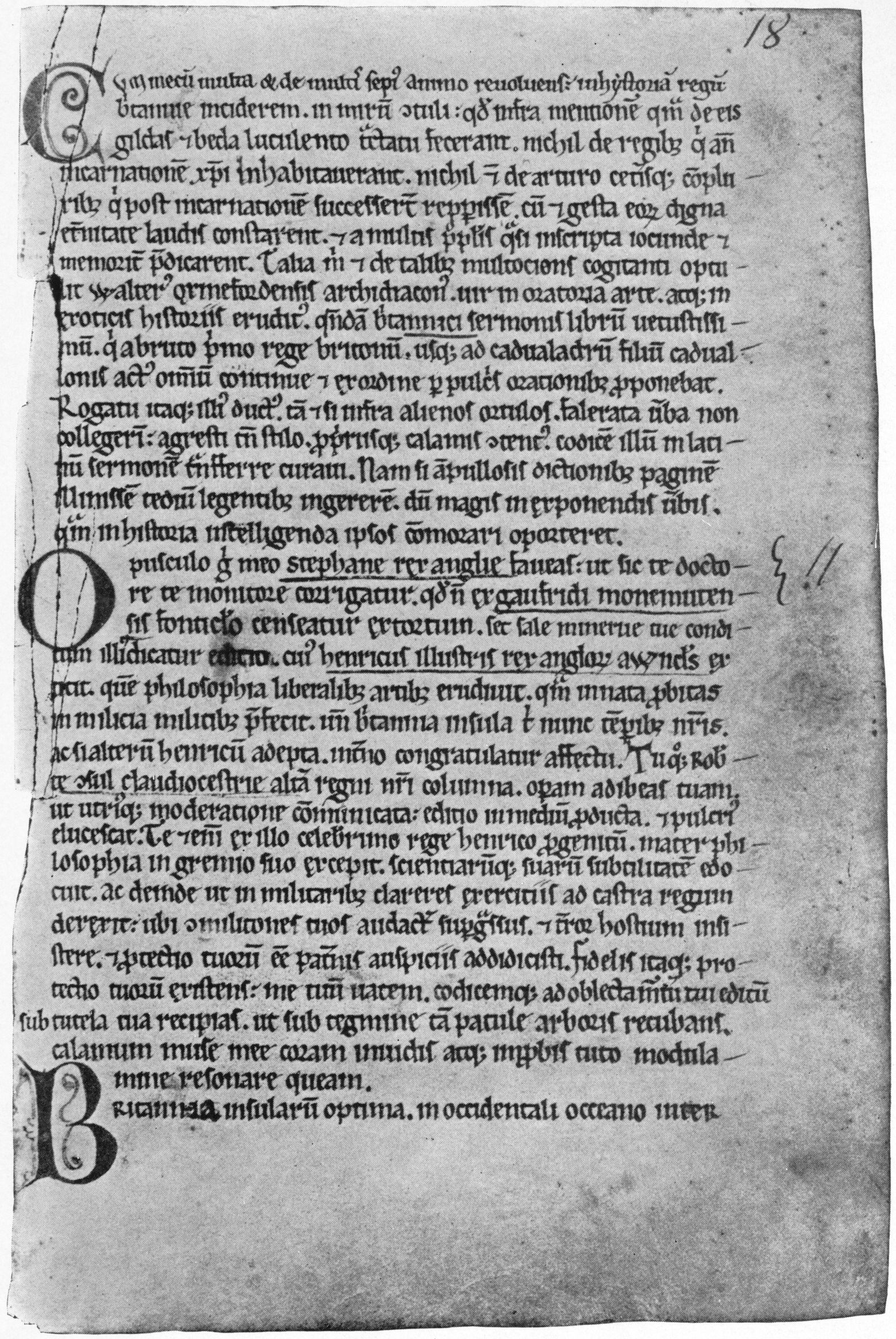
Przekonanie o trojańskim rodowodzie królów Brytanii wywodzi się z kroniki Geoffreya z Monmouth

Brutus the Trojan, Founder of the British Empire: An Epic Poem – utwór osiemnastowiecznego poety Jacoba Hildebranda (1693-1739), opublikowany w Londynie w 1735. Utwór jest napisany wierszem białym. Opowiada o rzekomym założycielu królestwa, Anglii, Brutusie, wnuku Eneasza. Bazuje w tym względzie na relacji średniowiecznego  kronikarza Geoffreya z Monmouth. 

I sing the Founder of the British Throne,
Renowned Brutus, of the Race of Troy,
Say, Muse! what Toils he bore e'er he attain'd
To fix the lasting Seat of Albion's Kings